# Oswald Holmberg
Torsten Oswald Magnus Holmberg (Malmö, 17 juli 1882 - Malmö, 11 februari 1969) was een Zweeds turner.
Holmberg won tijdens de 1906 de bronzen medaille bij het touwtrekken. Tijdens de spelen van 1908 won Holmberg samen met zijn broers Arvid en Carl met het Zweedse team de gouden medaille op de meerkamp. Vier jaar later in eigen land tijdens de spelen in eigen land van 1912 won Homberg de gouden medaille in de teamwedstrijd Zweeds systeem.

## Olympische Zomerspelen
| Jaar | Plaats    | Resultaten           |
| ---- | --------- | -------------------- |
| 1906 | Athene    | touwtrekken          |
| 1908 | Londen    | team                 |
| 1912 | Stockholm | team, Zweeds systeem |